# Adimat
Adimat es un amuleto que los musulmanes de Mindanao (Filipinas) llevan colgado al cuello o ceñido a la cintura para que les ayude a defenderse de sus enemigos y para conjurar toda suerte de desgracias.
Generalmente consiste en un largo rosario o sarta de dientes de caimán, conchas, piedras, pedazos de madera, etc.

## Aviso
- El contenido de este artículo incorpora material del tomo 2 de la Enciclopedia Universal Ilustrada Europeo-Americana (Espasa), cuya publicación fue anterior a 1945, por lo que se encuentra en el dominio público.

- Datos: Q5657728